# Remero

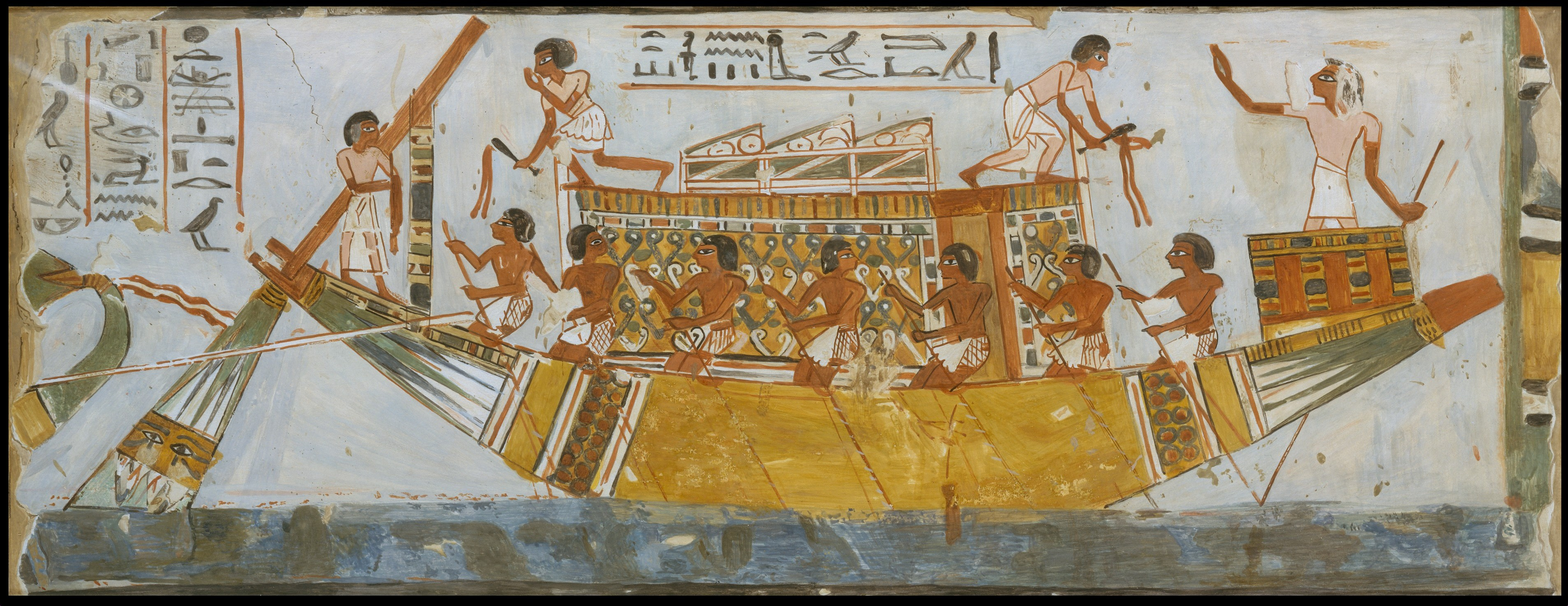
Remeros egipcios, tumba de Paire

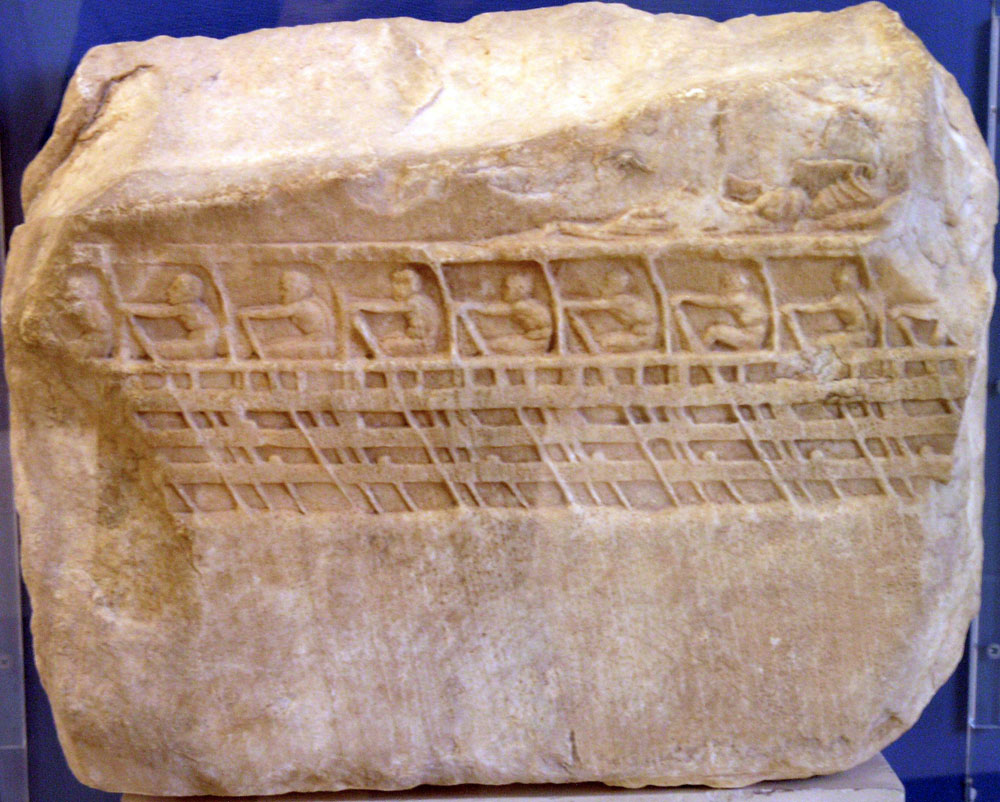
El Bajorrelieve Lenormant, fragmento de un bajorrelieve encontrado en el Acrópolis de Atenas que representa un trirreme ateniense con 9 remeros

La configuración de los remeros en las tres andanas del trirreme

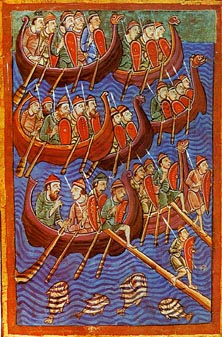
Vikingos daneses remando para invadir Inglaterra. Manuscrito ilustrado del.

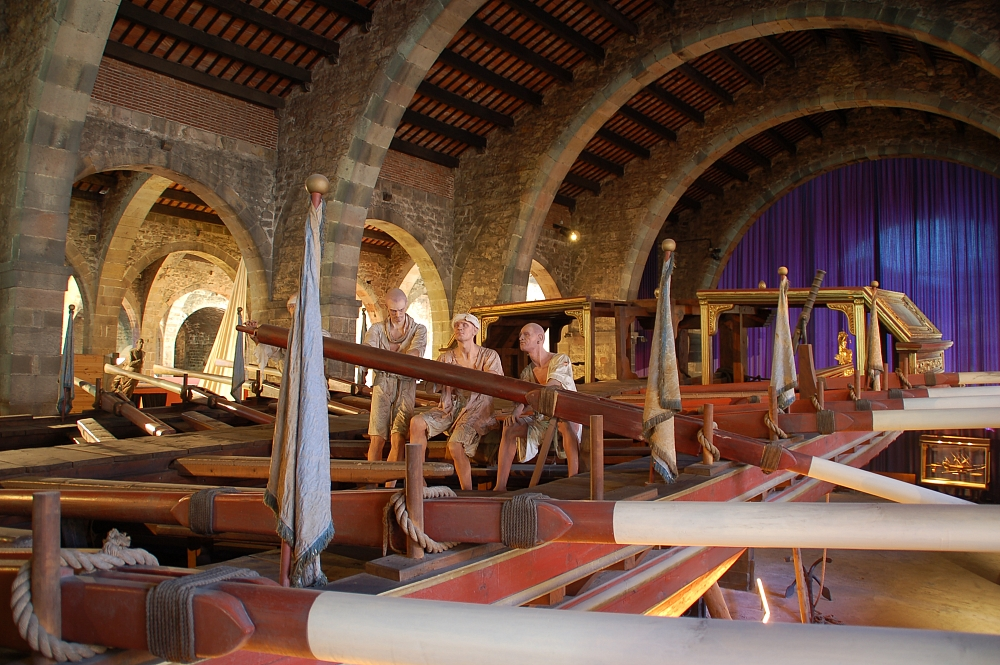
Reproducción de remeros en un banco de galeras. Museo Marítimo de Barcelona.

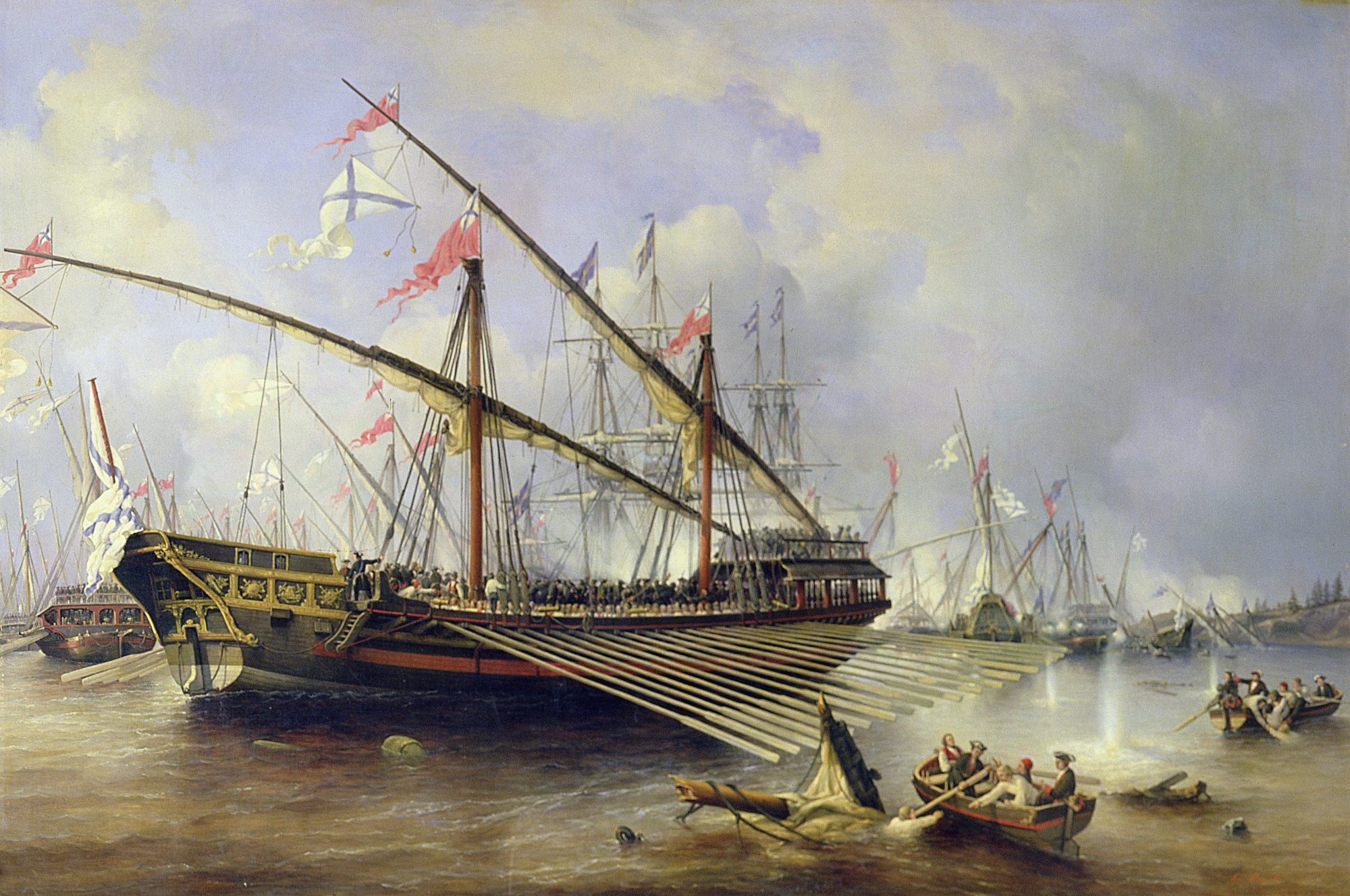
La batalla de Grengam de 1820, la última batalla naval de la gran guerra del Norte. Óleo de Ferdinand Perrot (1808-41).

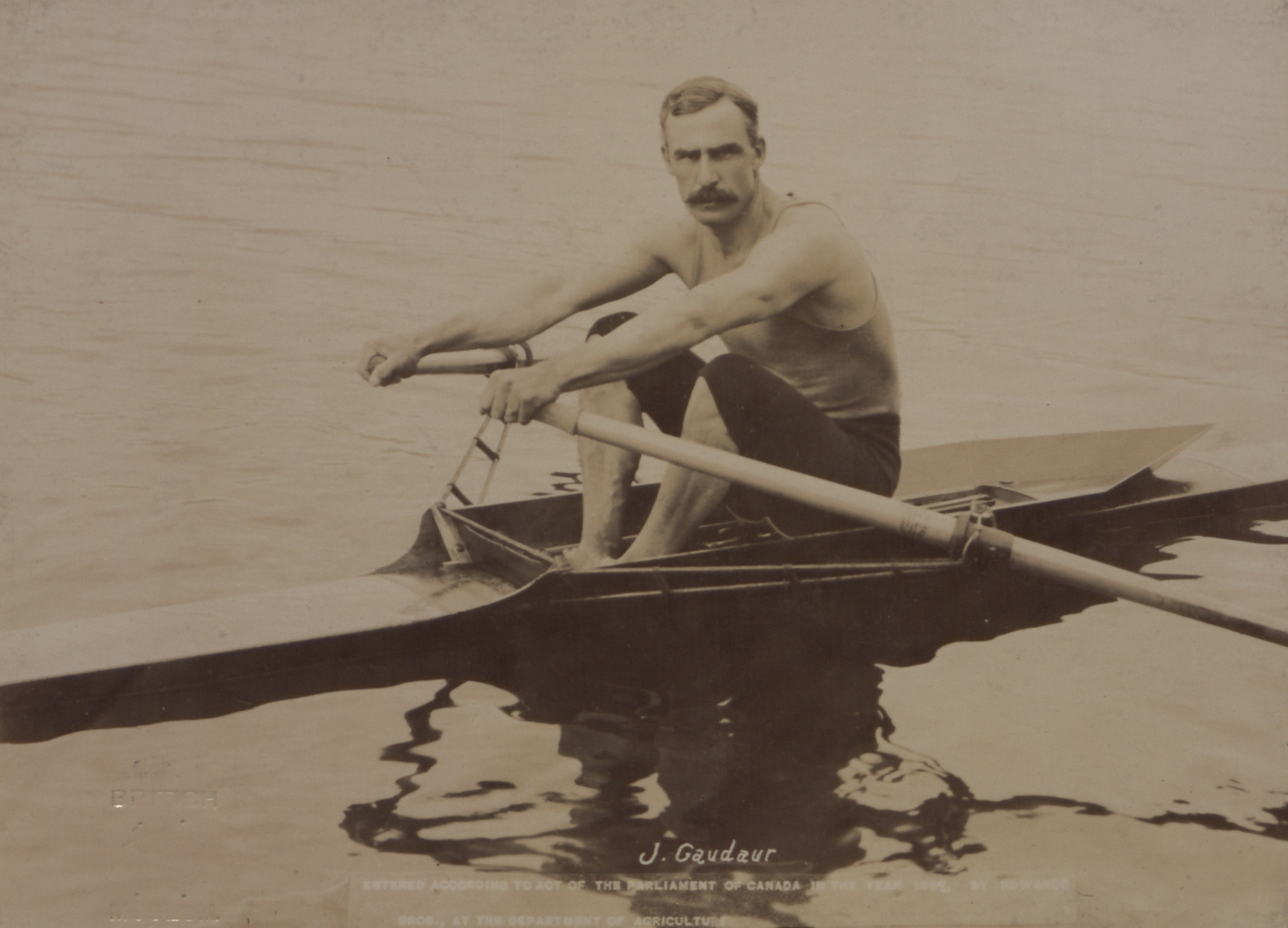
El canadiense J. Gaudaur, campeón del mundo en remo (1898). British Library

Un remero o bogador se encarga de bogar o remar para desplazar, con remos, a una embarcación. En los deportes náuticos, es el deportista que practica el remo. Por otra parte, los condenados a la pena de galeras, se llamaban remeros de galeras o galeotes. 
La nave de remo más grande jamás construido fue el Tessarakonteres (en griego: τεσσαρακοντήρης, literalmente, «remado por cuarenta»), una galera «con dos popas y dos proas» (es decir, catamarán), con «cuarenta remeros por banco». Construida durante el período helenístico por Ptolomeo IV de Egipto, lo menciona por primera vez Calixenus de Rodas en el siglo III a. C. Más tarde, en el siglo I d. C., lo menciona también Plutarco («... Y tenía más de 4000 remeros, 400 marineros y casi tres mil infantes de marina...») y en el siglo III d. C. Ateneo de Náucratis lo repite en su Banquete de los eruditos.
En cuanto al remero deportivo, tanto Platón como Virgilio mencionan la existencia de regatas de trirremes en la época de la Grecia Clásica.
Respecto a las distintas interpretaciones sobre la disposición de los remeros, Antonio de Capmany señaló que 

Las dificultades que presenta la disposición de los remos en distintos órdenes, o andanas, han dado materia muy abundante a la crítica; sin que hasta hoy, del conflicto de las diferentes opiniones y sistemas, haya quedado apurada la verdad, aclarando el sentido propio que se debe dar a las expresiones de los escritores antiguos, que suponen estos órdenes en los remos, como encuentran unos; y no en los remeros, como interpretan otros.

Por otra parte, de las galeras utilizadas entre los siglos XVI y XVIII, se sabe que el número máximo de remeros que pueden bogar en cada remo es ocho.

## Historia
Las referencias tempranas en fuentes literarias de remeros incluyen la de Ezequiel (XXII.3-9), posiblemente refiriéndose a un hippos (nave fenicio): 

… tus remos, de encinas de Basán; tus bancos, de boj incrustado de marfil, traído de las islas de Kittim… Los habitantes de Sidón y de Arvad eran tus remeros,...

Como se desprende del hallazgo de unas barcas de tablas de encina, sin quilla —aspecto también típico de los futuros barcos vikingos, encontradas en Gran Bretaña, y que datan de la Edad del Bronce —más específicamente, hacia finales del III milenio a. C.— los primeros remeros usaban canaletes —«remo de pala muy ancha… con el cual se boga sin escálamo ni chumacera»— Estas barcas, que tenían una eslora de unos 13-15 m y una manga de entre 1,6 y 2 m, eran propulsadas por alrededor de dieciocho remeros con canaletes de aproximadamente 2,25 m de largo desde la base de la pala hasta el extremo del mango.
Hacía el siglo VIII a. C., la nave de guerra típica, la galera tipo pentecóntera de la marina de guerra en la Antigua Grecia, es modificada, probablemente por los fenicios, para contar con dos hileras de remeros a cada costado. Este birreme sigue utilizándose siglos más tarde por la armada romana, entre otras campañas en la segunda invasión de César a Britania.
Según Heródoto, hacia finales del siglo VII a. C., en tiempos del faraón Necao I, que excavó un canal entre el Nilo y el mar Rojo, ya existen los trirremes, señalando que el canal es «lo bastante ancho como para que dos trirremes bogando de frente pudieran navegar por él», antes de mandar él mismo construir unos con destino al mar septentrional y otros en el golfo Arábigo con destino al mar de Eritrea.
Ya en la época de la Grecia Clásica, el trirreme se convierte en el buque de guerra estándar. Así, durante la guerra del Peloponeso, en batalla naval de Arginusas (406 a. C.) librada entre Atenas y Esparta, los espartanos perdieron 73 trirremes y los atenienses 25.
Durante la gran guerra del Norte (1700-1721), tanto las fuerzas navales del Imperio ruso como las 
del Imperio sueco emplearon grandes galeras para ganarse la supremacía en el mar Báltico.

## Configuración de los remeros
El trirreme griego contaba con 85 remeros en cada costado, distribuidos en tres andanas: 27 thalamitas en el inferior, a menos de medio metro del superficie del agua, 27 zygites en el nivel intermedio y 31 thranites en el nivel superior.

### Polirremes
Sigue discutiéndose la distribución de los remeros en las galeras de la Antigua Grecia. Hasta el siglo XIX, se daba por hecho que el sistema era igual que él contemporáneo, es decir, había múltiples andadas con un remero para cada remo. En el siglo XX, sin embargo, los estudiosos ponen esto en entredicho cuando demostraron que el límite práctico para la maniobrabilidad está en tres andanas, por lo que las referencias históricas de cuatrirremes, etc. se referían más bien al número de remeros en cada costado del barco, no al número de andanas de remeros. Así, el cuatrirreme, por ejemplo, es simplemente un birreme, pero con dos remeros en cada remo y el quinquerreme, un trireme con dos remeros en cada remo de los dos niveles superiores. Este enfoque moderno se basa en que no existe ninguna evidencia arqueológica para buques con más de tres andanas de remeros.
Otra posibilidad es que el quinquerreme, por ejemplo, sería simplemente un monorreme, es decir, un buque de guerra con una sola andana de remeros, con cinco remeros por remo.
Así, los buques construidos a partir del trirreme simplemente aumentarían el número de remeros para cada remo. Es decir, el nombre no se refiere al número de andanas de remeros sino al número de remeros por remo, por lo que el cuatrirreme podría simplemente ser un trirreme con dos remeros por remo en la andana superior aunque podría también ser un birreme con dos remeros en cada remo o incluso una galera normal con cuatro remeros en cada remo.
Por otra parte, no obstante la construcción de naves cada vez más grandes, hasta llegar al Tessarakonteres, no parece haberse sido usadas en batalla naves más grandes que la decere usada por Marco Antonio como buque insignia en la batalla de Accio en 31 a. C..
Aunque evidentemente menos ágiles que las naves más pequeñas, entre las ventajas del polirreme fue la posibilidad de llevar varias catapultas grandes. Su mayor altura también dificultaba el abordaje desde naves más pequeñas.

### Cuatrirreme
Hacia mediados del siglo IV a. C., ya se construían buques de guerra pesados cuatrirremes (Plinio el Viejo) siendo la primera referencia a su despliegue el sitio de Tiro en 322 a. C., llevado a cabo por Alejandro Magno. En los años siguientes, los atenienses planificaron la construcción de 200 cuatrirremes. La flota de Antígono I el Tuerto, uno de los diádocos de Alejandro, compuesta por 240 naves, contaba con 90 cuatrirremes.
En la batalla naval de Nauloco (36 a. C.), los cuatrirremes fueron las naves más usadas en la flota de Sexto Pompeyo.
Tanto durante la segunda guerra púnica (218-201 a. C.) como en la batalla de Milas (260 a. C.) los cuatrirremes tenían dos andanas de remeros.

### Quinquerreme
Durante la mayor parte del siglo IV, se usaron quinquerremes como buques insignia para las floteas compuestas por trirremes y cuatrirremes.
Según Polibio, durante la batalla del Cabo Ecnomo (256 a. C.) los quinquerremes contaban con 420 hombres, de los cuales 300 eran remeros y el resto infantes de marina.
En la segunda guerra púnica, según Tito Livio (XXI, cap. 5) zarparon de Italia una flota de 220 quinquirrremes, acompañados de otros barcos, con un total de 74 000 hombres.

### Hexarreme
Se supone que los hexarremes eran trirremes con dos remeros en cada remo. Tanto Plinio el Viejo como Aelian señalan que proviene de Siracusa. Formaban parte de las sucesivas flotas de Dionisio II de Siracusa (367-357 y 346-344 a. C.). En la batalla del Cabo Ecnomo, fueron usados como buques insignia de dos cónsules romanos, Marco Atilio Régulo y Lucio Manlio Vulsón Longo. Fueron usados por Ptolomeo XII (80-58 y 55-51 a. C.) y Sexto Pompeyo. En la batalla de Actium, ambas flotes contaban con hexaremes.

### Septirreme
Se supone que el septirreme fue un hexarreme al cual se añade un remero de pie en la andana inferior.

## Remeros de galeras
En los últimos tiempos de la pena de galeras, se llamaban ‘remeros de galeras’ a los galeotes o ‘forzados’ que como pena por determinados delitos eran condenados a remar en aquellas grades embarcaciones. Sin embargo, en las antiguas galeras de España los remeros eran hombres libres, asalariados con seis libras catalanas cada cuatro meses y tenían obligación de embarcar su «espada, un estrobo y un puntapié».

## Remeros vikingos
A diferencia de algunas otras civilizaciones, los vikingos remaban sus propios barcos. Es decir, la tripulación la formaba los propios remeros, que eran también comerciantes o guerreros, según los propósitos del viaje.
Los barcos vikingos, tanto los de guerra como los mercantes eran de casco trincado, con mástil abatible, ligeros y de poco calado, con un timón de espadilla, que solo sobresalía un metro bajo la quilla, les dio a los vikingos una gran ventaja táctica respecto a su velocidad y maniobrabilidad, permitiéndoles realizar incursiones rápidas en zonas costeras, incluso para varar en la playa, subir ríos poco profundos. Del mismo modo, la forma estilizada de la embarcación, con poca diferencia entre proa y popa, junto con una única vela grande, le permitía una mayor velocidad y maniobrabilidad frente a los barcos grandes de su época, por lo que los vikingos podían alejarse fácilmente de sus eventuales perseguidores, incluso con el viento en calma, ya que en estos casos hacían uso de los remos mientras los demás barcos dependían principalmente del viento para navegar.

## Remo (deporte)
Aunque existían regatas de trirremes en la época de la Grecia Clásica —Platón relata las regatas del Pireo, y en la obra de Virgilio (406 a. C.), la Eneida, también se describe una regata—, en la Edad Moderna, las modalidades deportivas de remo se dividen en las de banco móvil, también llamado remo olímpico, y las de banco fijo, como por ejemplo, en el norte de España, es el caso de las traineras.